# Iwao Ageishi
Iwao Ageishi (上石 巌  Ageishi Iwao?), född 11 januari 1908 i Kanaya, Niigata, död 12 juni 1991, var en japansk längdskidåkare. Han deltog i de olympiska spelen i Lake Placid 1932 i längdskidåkning. Han kom på sjuttonde plats på 50 kilometer.